# Rustenburg (Everdingen)
De boerderij Rustenburg staat in het Nederlandse dorp Everdingen, provincie Utrecht. De boerderij is een rijksmonument.

## Geschiedenis
Het woongedeelte van de boerderij is eind 16e of begin 17e eeuw gebouwd. Later in de 17e eeuw vond er nog een verbouwing plaats. Dit voorhuis bestond uit vier vertrekken die ongeveer even groot waren. Waarschijnlijk dateert de woonkeuken ook uit deze eerste bouwperiode.
In 1782 is de boerderij verbouwd, waarbij er in het voorhuis een middengang is aangebracht. Ook werd de kap verhoogd.
Het bedrijfsgedeelte stamt eveneens uit 1782. Vermoedelijk was er al een oudere voorganger, maar hiervan zijn geen duidelijke overblijfselen aangetroffen.
Volgens een kaart uit 1830 had het voorhuis destijds een aanbouw. Hier is verder niets over bekend, ook niet wanneer de aanbouw is afgebroken.
In de 19e eeuw zijn er diverse aanpassingen gedaan, zoals het moderniseren van de vensters en het wijzigen van de schouwen.
In 1980 is Rustenburg gerestaureerd.

## Beschrijving
Rustenburg is gebouwd van rode baksteen. Het voorhuis is bepleisterd, waarbij aan de voorzijde een patroon van steenblokken is ingekrast in het grijze cementpleister.
Het voorhuis heeft een nagenoeg vierkante plattegrond en bestaat uit een woongedeelte, keuken en verdieping. Onder een deel van het huis is een kelder aanwezig. Het voorhuis wordt afgedekt door een schilddak van oud-Hollandse dakpannen, waaronder zich een vliering bevindt.

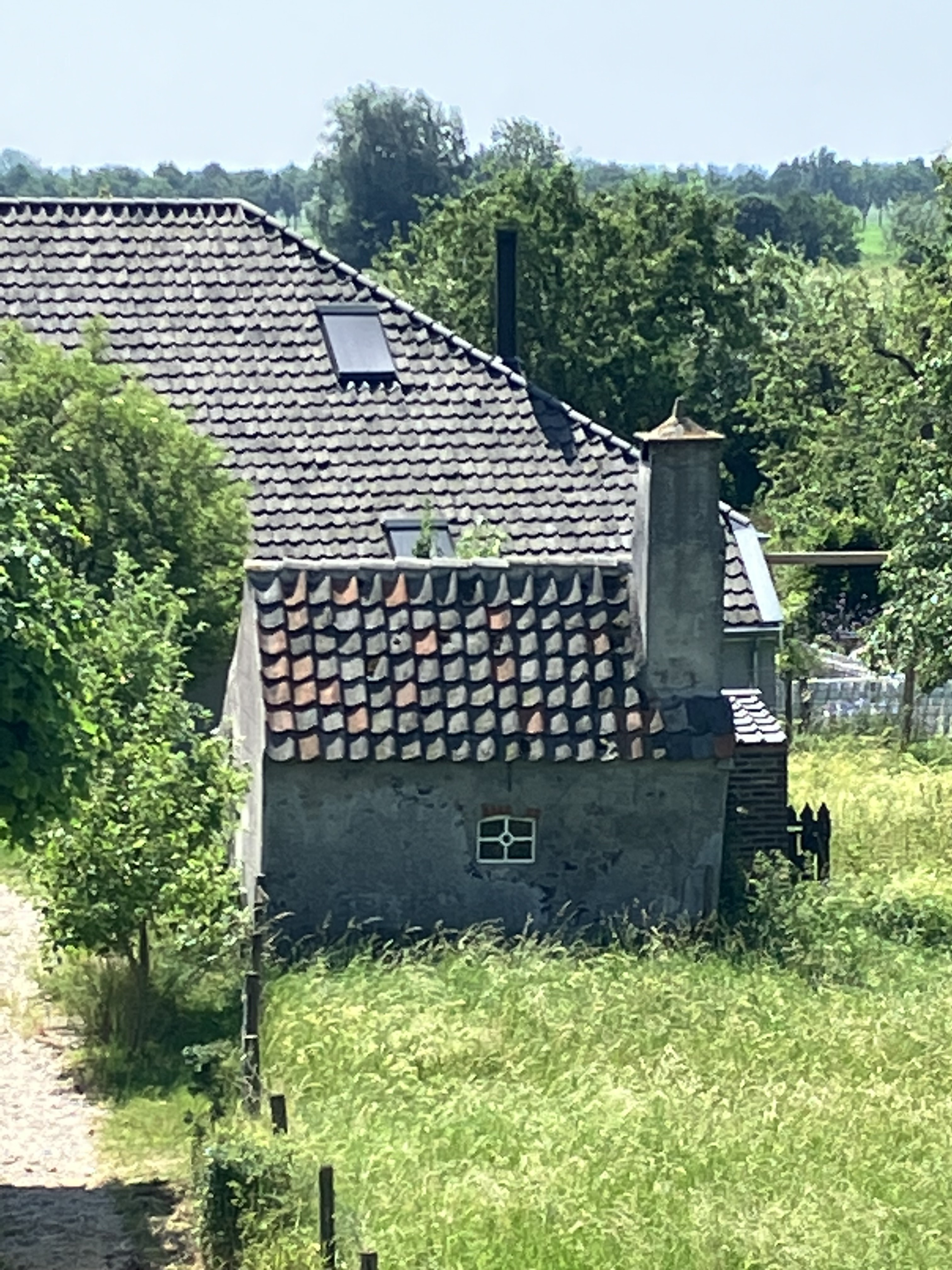
Bakhuisje van Rustenburg

Het bedrijfsgedeelte is breder dan het voorhuis en steekt aan de rechterzijde uit. Het met riet bedekte dak eindigt aan de achterzijde in een overstekend schild. Op de achtergevel zijn de jaartalankers ‘1782’ aangebracht.
Op het erf bevinden zich een bakhuis en diverse schuren. Het bakhuis is opgetrokken in baksteen en voorzien van een pleisterlaag. De oven voor het koken van het veevoer is niet meer aanwezig.